# Union paneuropéenne de France
Pour les articles homonymes, voir UPF.
L'Union paneuropéenne de France (UPF), anciennement PanEurope France, est une association française qui milite pour l'élargissement de l'Union européenne et défend l'idée d'une Europe politique.
Elle participe activement aux travaux de l'Union paneuropéenne internationale (UPI) dont elle est la branche française. 
L'Union paneuropéenne internationale (UPI) a pour président, après la mort de Richard Coudenhove-Kalergi en 1972, l'archiduc Otto de Habsbourg et depuis fin 2004, Alain Terrenoire. Elle compte aujourd'hui, de l'Atlantique à la Baltique, près de trente organisations nationales.

## Historique
Branche française de l'Union paneuropéenne internationale (UPI) fondée en 1926 à Vienne par le comte Richard Coudenhove-Kalergi,, l'Union paneuropéenne de France  est créée en 1960 avec le soutien de Général de Gaulle, sous le nom de Comité français pour l'Union Paneuropéenne (CFUP). On trouve notamment à sa création Georges Pompidou (trésorier) et Alain Peyrefitte (Secrétaire général).
Rénové au début des années 1990, le CFUP, qui avait été présidé, après Louis Terrenoire, par Raymond Triboulet, Michel Habib-Deloncle et Michel Cointat, prend l'appellation de PanEurope France et est présidé par Yvon Bourges (1993-2000), Hervé Gaymard (2000-2002) et Alain Terrenoire (2003-2013).
En 2013, PanEurope France devient l'Union paneuropéenne de France (UPF) et est dirigée par le député européen Arnaud Danjean (2013), Le sénateur Jean Bizet, président de la Commission des affaires européennes au Sénat, lui succède en mai 2015.

## Présidents
- Louis Terrenoire, ministre d’État de Charles de Gaulle
- Raymond Triboulet, ministre dans le gouvernement Edgar Faure, Michel Debré, puis dans le gouvernement Georges Pompidou.
- Michel Habib-Deloncle, secrétaire d'État aux Affaires étrangères (gouvernement Edgar Faure), et à l'Éducation nationale (gouvernement Georges Pompidou).
- Michel Cointat, ministre de l'Agriculture (gouvernement Georges Pompidou) et du Commerce extérieur (gouvernement Raymond Barre).
- Yvon Bourges (1993-2000), secrétaire d'État de 1965 à 1973, puis ministre du Commerce et de l'Artisanat (gouvernement Pierre Messmer) et ministre de la Défense (gouvernements Jacques Chirac et Raymond Barre).
- Hervé Gaymard (2000-2002), député, secrétaire d'État chargé des Finances puis de la Santé et de la Sécurité sociale (gouvernement Alain Juppé), ministre de l'Agriculture, de l'Alimentation, de la Pêche et des Affaires rurales puis de l'Économie, des Finances et de l'Industrie (gouvernement Jean-Pierre Raffarin).
- Alain Terrenoire (2003-2013), membre du Conseil économique, social et environnemental, président de l'Union des anciens députés gaullistes, ancien vice-président de TOTAL, président de l'Union paneuropéenne internationale (depuis 2004).
- Arnaud Danjean (2013), député européen, président de la sous-commission Sécurité et Défense (SEDE) du Parlement européen (2009-2014).
- Jean Bizet (2015-2018), sénateur, président de la Commission des affaires européennes au Sénat.[réf. nécessaire]
- Jean-Yves Cousin (2018-2021), ancien député.
- Éric Campion (depuis 2021)

## Sources